# خليل السكاكيني

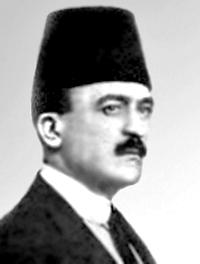
خليل السكاكيني (1878 - 1953)

خليل السكاكيني (23 يناير 1878 - 13 أغسطس 1953)، أديب ومربٍ فلسطيني مقدسي مسيحي وقومي عربي. اهتمّ باللغة والثقافة العربية. يُعتبر من رواد التربية الحديثة في الوطن العربي الأمر الذي كان له أثر كبير في تعليم عدة أجيال. وكان عضواً في مجمع اللغة العربية بالقاهرة.
نشر له إثنا عشر مؤلفًا في حياته. عاش في فترات متلاحقة في كل من فلسطين والمملكة المتحدة والولايات المتحدة الأمريكية وسوريا ومصر. اعتقل في القدس أثناء الحرب العالمية الأولى وسُجن في دمشق، ولكنه تمكن من الخلاص من سجنه والتحق بقوات الثورة العربية. وفي طريقه للانضمام إليهم كتب نشيد الثورة العربية. ووصف السكاكيني بأنه «رائد كبير من رواد حركة التربية والتعليم في فلسطين»، و«واحد من أبرز رجالات  عصره في العالم العربي».

## سيرته

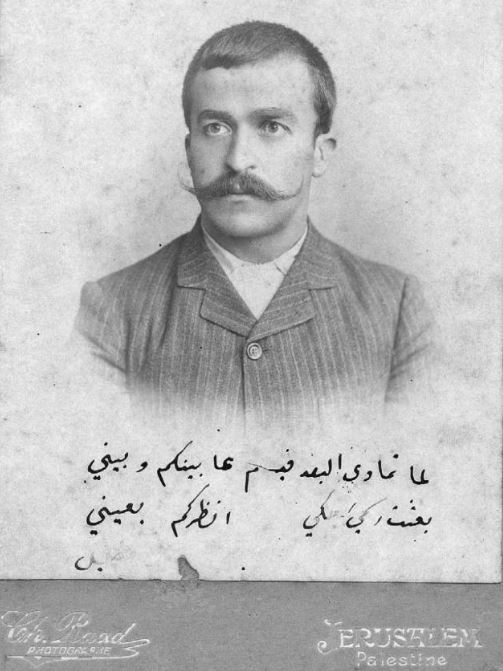
خليل رعد، صورة موقعة لخليل السكاكيني، القدس، 1906

ولد خليل السكاكيني لعائلة عربية مسيحية في القدس في 23 يناير 1878. كان والده يدعى قسطندي، ووالدته مريم حرامى. وكان له أختان: ميليا؛ وفروسو، وأخوان هما: يعقوب؛ ويوسف.
تلقى تعليمه في القدس في مدرسة للروم الأرثوذكس، وفي كلية الجمعية الأنجليكانية المسيحية التبشيرية (CMS) التي أسسها الأسقف بليث، وفي مدرسة صهيون (مدرسة المطران غوبات) ثم التحق بـ«كلية الشباب» (الكلية الإنكليزية) حيث درس الأدب. بعد تخرجه سنة 1893، زاول خليل السكاكيني مهنة التدريس، وانضم سنة 1898 إلى «جمعية زهرة الآداب».
في وقت لاحق، سافر السكاكيني إلى المملكة المتحدة ومن هناك إلى الولايات المتحدة للانضمام إلى شقيقه يوسف، والذي كان يعمل بائعا متجولا في فيلادلفيا. خلال إقامته التي استمرت تسعة أشهر في أمريكا، كتب خليل السكاكيني لمجلات أدبية عربية عن الساحل الشرقي، وترجم للبروفيسور ريتشارد جوتهيل في جامعة كولومبيا. دعم نفسه ماديا بالعمل في تعليم اللغة العربية وكذلك العمل في مصنع في ولاية مين. كما عمل أيضًا بائعًا متجولًا كأخيه، ثم قرر العودة إلى الوطن قبل مضي عام على قدومه إلى أمريكا. عند عودته عام 1908، عمل خليل السكاكيني كصحفي في المجلة المقدسية «الأصمعي»، كما درَّس اللغة العربية في المدرسة الصلاحية (القدس)، ودرس كذلك المغتربين في الكولونية الأمريكية بالقدس. وانضم السكاكيني لفترة قصيرة، عقب ثورة يوليو 1908 في إسطنبول، إلى «جمعية الاتحاد والترقي»، ثم انتخب في الهيئة العاملة لفرع جمعية الإخاء العربي العثماني في القدس.
توفيت زوجة السكاكيني، سلطانة، في أكتوبر 1939 ودُفنت في مقبرة الروم الأرثوذكس في جبل صهيون. حزن عليها بقية أيامه، وكتب قصائد عنها. أكمل ابنه سري درجة الماجستير في جامعة ميتشجن وعاد إلى القدس ليعمل في القنصلية الأمريكية.
خلال الحرب العربية الإسرائيلية عام 1948، كانت عائلة السكاكيني من آخر العائلات التي غادرت حي القطمون. قبل أيام قليلة من احتلال القدس، فرت عائلة السكاكيني إلى القاهرة. وهناك رشح الكاتب المصري طه حسين خليل السكاكيني للالتحاق بمجمع اللغة العربية.
كانت وفاة ابنه سري السكاكيني المفاجئة بنوبة قلبية عام 1953 عن عمر يناهز 39 عامًا بمثابة ضربة موجعة لوالده. توفي خليل السكاكيني بعد ثلاثة أشهر من وفاة ابنه، في 13 أغسطس 1953. ودفن في مقبرة مار جرجس بالقاهرة. عاشت ابنتا السكاكيني دمية وهالة معًا في رام الله حتى وفاتهما في عامي 2002 و2003. وكان للشقيقتين مسيرتان طويلتان في مجال التعليم. قامت هالة السكاكيني بتحرير مجلات والدها الصادرة عام 1955، وكتبت مذكرتين باللغة الإنجليزية، أنا والقدس (ترجمت إلى العربية)، وTwosome (توسوم).

## مسيرته التربوية

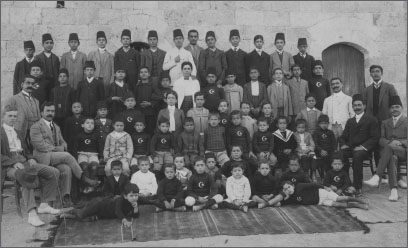
صورة مدرسية لمدرسة الدستورية في القدس. خليل السكاكيني هو الجالس في الترتيب الثاني من اليسار.

في عام 1909، أسس خليل السكاكيني مدرسة الدستورية أو المدرسة الوطنية، التي اشتهرت بنهجها القومي العربي، وأسماها بذلك الاسم بمناسبة اعتماد دستور الإمبراطورية العثمانية الجديد. كان السكاكيني رائدًا في الإصلاح التعليمي التقدمي: إذ لم توجد درجات أو جوائز أو عقوبات للطلاب، وتم التركيز على الموسيقى والتعليم والتربية البدنية، ودعا إلى الابتعاد عن الامتحانات كطريقة لتقييم الطلبة، معتبراً أن الامتحان لا يتعدى كونه وسيلة ترهب الطلبة وتساهم في تنفيرهم من التعلّم. كما أدخل طرقًا جديدة لتعليم اللغة العربية، وجعلها لغة التدريس الأساسية بدلاً من التركية، وما إن افتتح المدرسة حتى ذاع صيتها.
كان واصف جوهرية، الذي اشتهر بمذكراته عن القدس في أوائل القرن العشرين، تلميذًا له في مدرسة الدستورية. وأشاد بأسلوب تعليم السكاكيني:
كما ذكر جوهرية أن السكاكيني قرر خلال عمله في"المدرسة الدستورية" أن "يعلم كل من أراد العلم من التلاميذ المسيحيين قراءة القرآن، ويقول: «وهكذا لبيت هذه الدعوة باختياري وتشجيع والدي رحمه الله، فقد حصلت على المصحف الشريف من سيادة المرحومة الحاجة أم موسى كاظم الحسيني التي أهدتني إياه، وكان نسخة أنيقة الطبع في الأستانة، بعدما لقنتني وجوب احترام القرآن والمحافظة على النظافة عند مسه، وبهذه الصورة تعلمت القرآن من الأستاذ المخصص المدعو الشيخ أمين الأنصاري المشهور بالقدس». ووفقا لجوهرية، فقد كان الدافع الذي دفع السكاكيني إلى تبني هذا الموقف هو أن: "جوهر اللغة العربية خصوصاً الإلقاء هو قراءة القرآن بالطريقة الأصيلة".
قاد السكاكيني حركة للإصلاح والتغيير سعيا إلى «نهج عربي أكثر»، مقارنة بما اعتبره فساد كنيسة الروم الأرثوذكس في القدس، ودعاه تمسُّكه بعروبته لمطالبة كنيسة الروم الأرثودكس في القدس إلى تعريب لغتها وتعريب الصلوات فيها وطالبها بأن لا يُصلى فيها باللغة اليونانية وأن لا تستخدم فيها إلا اللغة العربية، وكتب كتيبًا في عام 1913 بعنوان «النهضة الأرثوذكسية في فلسطين»، وأسس جمعية الإخاء الأرثوذكسي التي تحدى بها البطريرك اليوناني، مما أدى إلى حرمانه كنسيا من قبل الكنيسة الأرثوذكسية.
آمن خليل بتحديث وسائل التعليم واستخدام الوسائل البصرية، وكتب عدة مؤلفات تشرح منهجه. كما أنه أعد وألف الكثير من كتب المناهج الدراسية في مجال اللغة العربية. وكان من أهمها كتاب اللغة العربية للصف الأول الابتدائي الذي يبدأ بدرس كلمتي (رأس - روس) المدعمة بالصور والشرح. وقد درس هذا الكتاب عشرات الآف من الطلاب من بدايات العشرينات وحتى عدة سنوات بعد وفاته وإلى منتصف الستينات.
اعتقلته السلطات العثمانية في اليوم الأخير من الحكم العثماني في القدس عام 1917، بعد أن آوى يهوديًا بولنديًا أمريكيًا ومواطنًا مقدسيا، وهو ألتر ليفين. وأودع كلاهما سجن «الجامع المعلق» في باب الجابية في دمشق. وكان ليفين قد صار عدوًا للدولة العثمانية عندما انضمت الولايات المتحدة إلى الحلفاء في الحرب العالمية الأولى. ومع ذلك، أصبح ألتر ليفين وخليل السكاكيني صديقين مقربين أثناء حبسهما. قضى خليل السكاكيني في السجن حوالي شهرين ونصف، تم بعدها إطلاق سراحه بالكفالة ثم تمت تبرئته لاحقاً، إلا أن احتلال إنجلترا لفلسطين حال دون عودته، فأقام في دمشق حوالي 10 أشهر حتى آب/أغسطس 1918، حين غادرها مع مجموعة من الرجال للانضمام إلى الثورة العربية الكبرى في الحجاز، وألف نشيد الثورة.
في عام 1919، بدأ خليل السكاكيني وزوجته العمل في هيئة المعارف في القدس، وعُيِّن السكاكيني مديرا لدار المعلمين في القدس. أصبح لاحقًا مفتشًا للتعليم في فلسطين، وهو المنصب الذي شغله لمدة 12 عامًا، حتى استقالته احتجاجًا على تعيين يهودي معروف بتعاطفه مع الصهيونية في منصب المفوض السامي للانتداب البريطاني على فلسطين، وهو هربرت صموئيل. بعد أن عمل مديرًا لمدرسة في القاهرة، عاد إلى فلسطين عام 1926 وأصبح مفتشًا بمدرسة. سمح له هذا بنشر فلسفته التعليمية إلى القرى الريفية. وفي الوقت نفسه كتب تعليقات سياسية لصحف المقتطف والهلال والسياسة الأسبوعية، وألف قصائد وطنية وتحدث في التجمعات السياسية. في عام 1925 أسس المدرسة الوطنية، وفي عام 1938 أسس مدرسة النهضة في القدس. في مايو 1934، بنى السكاكيني منزلاً في حي القطمون، وتم الانتهاء منه في ثلاث سنوات. تصدى السكاكيني في «المؤتمر العربي الفلسطيني السابع»، الذي عقد في يونيو 1928 في مدينة القدس، لدعوات التفرقة الدينية التي كانت تبثّها الدوائر البريطانية. وشغل في سنة 1931 منصب مدير مكتب «اللجنة التنفيذية العربية».
في عام 1932، أرسل ابنه سري إلى كلية هافرفورد، في ولاية بنسلفانيا. بعد مغادرة هربرت صموئيل فلسطين عاد للعمل مفتشاً عاماً للغة العربية في فلسطين.

## وجهات النظر والآراء
طوال حياته اعتنق خليل السكاكيني الثقافة الأوروبية. أدى امتلاكه لجدة يونانية إلى اهتمامه بالموسيقى اليونانية والفلسفة اليونانية، حتى أنه أطلق على نفسه لقب «سقراط».
أكد السكاكيني أهمية دور المرأة المجتمعي، وانتقد العادات والتقاليد الاجتماعية «المتخلفة» التي تحول دون تعبئة طاقات النساء، ودعى إلى وطنية علمانية يجتمع حولها جميع الفلسطينيين بغض النظر عن اختلافاتهم الدينية والطائفية.
غالبًا ما كان السكاكيني يعبر عن أفكار إنسانوية، وكانت بطاقة عمله مكتوب عليها «خليل السكاكيني: إنسان إن شاء الله». في الوقت نفسه، عرّف نفسه أولاً وقبل كل شيء على أنه عربي، ويعتبر واحدا من الآباء المؤسسين للقومية العربية في المنطقة. كان من دعاة القومية العربية وتصور فلسطين موحدة مع باقي الشام. رأى الصهيونية تهديدًا كبيرًا قبل الحرب العالمية الأولى واعتقد أن الحق اليهودي في الأرض قد انتهى بينما الحق العربي ما زال «حقًا حيًا».
من خلال مهنته في التدريس والتفتيش بالاساس، خاض السكاكيني نضاله ضد أعداء شعبه؛ ولكن ليس هذا فقط، إذ كان له دور مميّز في الصحافة والنشاط السياسي في إطار الحركة الوطنية الفلسيطينية، ضد الانتداب ومبدأ الوصاية، وهذا ما جعله يقول في إحدى المناسبات: «إني أفضل أن نكون مستقلين ندبر أنفسنا بأنفسنا، ولو ارتكبنا كل يوم مئات من الأغلاط. تقول جمعية الامم المتحدة لا تستطيعون أن تحكموا أنفسكم بأنفسكم، ولا بد لكم أن تنتدبوا إحدى الدول العظمي لتدربكم على الاستقلال. إذا لم نتعلم الاستقلال بأنفسنا فلا يعلمنا إياه أحد. بل ذلك المعلم الصالح إذا دخل بلادنا فلا يخرج منها إلا مكرها». هذا عمليًا يفسر فهمه لاتفاقية سايكس بيكو على أنها بداية التجزئة، وأنها ستقود إلى الضعف والتفكك، وفي هذا قال: «لا نستطيع أن يكون لنا وجود قومي إلا إذا بقيت بلادنا لنا من أقصاها إلى أقصاها وجمعتنا الوحدة العربية». وكما الانتداب البريطاني يعني في عرفه تجقيق وعد بلفور عام الصادر 1917، فإن هذه التجزئة في مفهومه كانت تعني عمليًا تحقيق الحلم الصهيوني في فلسطين. لقد كان يرى السكاكيني أن الوحدة السورية تسد الطريق أمام المطامع الصهيونية، وهذا يلتقي تمامًا مع قرارات الاجتماع التحضيري المعقود في القدس عام 1919 مع قادة الرأي في فلسطين في بحث أمر زيارة لجنة كينغ - كراين، والتي جاء على رأسها: «أن تكون سوريا التي تمتد من جبال طورس شمالا إلى ترعة السويس جنوبا مستقلة استقلالا تاما ضمن الوحدة العربية»، لِيَلي ذلك القرار: «أن تكون فلسطين التي هي جزء لا ينفك عن سوريا منطقة مستقلة داخليا تختار حكامها من الوطنيين بنفسها حسب رغائب اهلها وحاجات البلاد». لقد كانت التجزئة هاجس السكاكيني الأوّل، فأدركها وحاربها في ميادين النضال المختلفة.

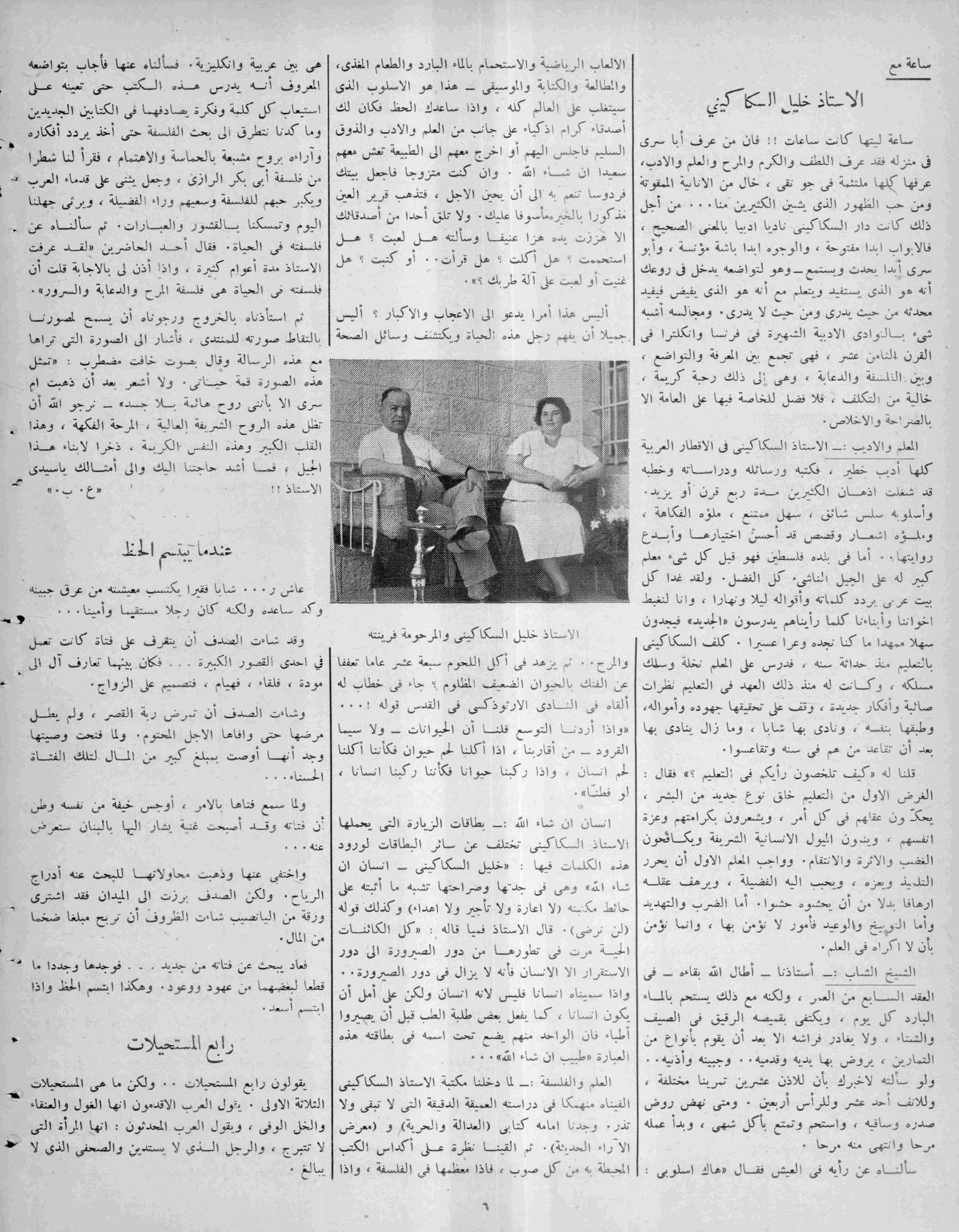
مقابلة مع المربي خليل السكاكيني من صحيفة المنتدى الأربعاء, آذار 01, 1944

أما هاجسه الثاني، فهو الخطر الصهيوني الداهم المدعوم من بريطانيا بدون شروط، وقد رأى السكاكيني ان هذا الخطر يهدد الوطن العربي بأكلمه، وفي هذا قال: «إذا لم نتحد في مقاومة الصهيونية ذهبت فلسطين من أيدينا وعرضنا غيرنا للخطر، وإذا خسرت أمة بلادها فقد خسرت كل شيء. إذا أردنا ان يكون لنا مستقبل مجيد فيجب أن نحتفظ ببلادنا بكل قطعة منها، وما دام لنا بلاد فمستقبلنا مضمون». وهكذا، فقد كان الخطر الصهيوني على فلسطين والامة العربية مثار اهتمامه الاساسي. وقال السكاكيني أن «غزو الشعب اليهودي لفلسطين أشبه بغزوهم لقلب الأمة العربية، لأن فلسطين هي صلة الوصل التي توحّد جزيرة العرب مع مصر وأفريقيا». واعتبر أنه «إذا نجح اليهود في غزو فلسطين، فإنهم سيحولون دون اتصال الأمة العربية، بل إنهم سوف يشطرونها إلي جزأين منفصلين. وهذا سوف يضعف شأن العربية [يقصد: العروبة]، وسيحول دون تضامنها ووحدتها كأمّة».
ذكر السكاكيني بعض طرق المقاومة التي يجب استخدامها ضد المحتلين سواء من البريطانيين أو المستعمرين، وكان من بينها المقاومة بالأسلحة النارية، وإشعال حقول المستعمرين، ونصب الأكمنة، وإغلاق الطرق، وقطع خطوط الكهرباء. وقال: «المعركة في فلسطين في كامل قوتها. . . النصر بيد الله. . . إذا عشنا سنعيش بشرف. إذا متنا - سنموت بشرف».

خلال ثورة فلسطين 1936، أشاد خليل السكاكيني بالهجمات العربية على اليهود، لكنه قلق من أن العنف بدا سيئًا في نظر الجمهور لأن «اليهود يسيطرون على الصحف والإذاعة». بعد الهجوم على سينما إديسون [الإنجليزية] في القدس، والذي خلف ثلاثة قتلى، كتب:
«لا بطولة أخرى كهذه إلا بطولة الشيخ القسام».
وكتب أيضًا:

«أشعر بألم المعاناة، سواء وقعت على العرب أو على الإنجليز أو على اليهود. لهذا السبب ستجدني أحيانًا إلى جانب العرب، وأحيانًا إلى جانب الإنجليز، وأحيانًا أخرى إلى جانب اليهود. وإذا كانت هناك حيوانات عانت حتى من نفحة خافتة من هذه المشاكل، فسأكون في بعض الأحيان إلى جانب الحيوانات».
توصل خليل السكاكيني أيضًا إلى الاعتقاد بأن ألمانيا النازية قد تُضعف البريطانيين و«تحرر فلسطين من اليهود»، وبالتالي دعمهم من هذا المنطلق. كتب أن أدولف هتلر فتح أعين العالم على أسطورة القوة اليهودية، وأن ألمانيا وقفت في وجه اليهود ووضعتهم في مكانهم، مثلما فعل موسوليني مع البريطانيين.
عارض السكاكيني بشدة السماح للناجين من الهولوكوست بالعيش في فلسطين، باعتبار أنها مشكلة إنسانية يجب أن تحلها البشرية جمعاء. وبينما كان حزينًا بسبب أحداث مثل كارثة ستروما، شعر أن الركاب اليهود الذين كانوا سينقلون إلى فلسطين كانوا في الواقع غزاة. وآمن أنه يجب على حكومة عربية فلسطينية مستقلة أن تستخدم القوة لمنعهم من الوصول إلى فلسطين، وشعر أنه بينما يمكن لليهود المسنين أن يأتوا ليعيشوا سنواتهم الأخيرة كما حدث في الماضي، يجب حظر تشكيل مجتمع يهودي مزدهر تحت الحماية البريطانية. ورأى خليل السكاكيني أن الهولوكوست يتم استغلالهه بشكل طفيلي من قبل اليهود الذين يطالبون بوطن في فلسطين، والذين اعترفوا بأنهم سيطردون العرب بمجرد حصولهم على وطنهم. بسبب النفوذ اليهودي في الولايات المتحدة، كان يعتقد أنه يجب إلغاء حقهم في التصويت في ذلك البلد.
كان السكاكيني من دعاة الإصلاح الاجتماعي طوال حياته. حاول غرس مبادئ تحرير الطلاب، والتربية الجنسية، والأفكار الاشتراكية وغيرها من الأفكار التقدمية، وكان يؤمن بحرية الاختلاط بين الجنسين.

## التأثيرات وإرثه
وفقا لماهر الشريف، فقد تأثر السكاكيني كثيراً، كما يبدو في كتاباته، بأستاذه اللبناني في «مدرسة الشباب» (التي سميت الكلية الإنكليزية لاحقاً)، نخلة جريس زريق، والذي كان قد تلقى تعليمه في مدرسة «المعلم» بطرس البستاني الوطنية، ودرس العربية على يد رائد آخر من رواد النهضة في بلاد الشام هو الشيخ ناصيف اليازجي، كما تأثر بالنهضوي الشامي المتمصر فرح أنطون، صاحب مجلة «الجامعة»، الذي تعرّف إليه خلال وجوده في الولايات المتحدة.
أدخل السكاكيني طريقة «الكلمة» في تعليم المبتدئين بكتابه «الجديد»، كما دعى إلى التجديد في لغة الكتابة في مقالاته ومحاضراته، إذ أنه فضل أسلوب «السهولة والوضوح والاقتصاد».
تشمل أعمال خليل السكاكيني المنشورة رسائل تربوية ومجموعات شعرية ومقالات أدبية وفلسفية وسياسية ومذكرات. سمي شارع ومدرسة في القدس باسمه، وكذلك مكتبة مسجد الجزار في عكا وأيضا شارع في القاهرة. توجد منشوراته الآن في الجامعة العبرية في القدس.
في عام 2001، نجح مركز خليل السكاكيني الثقافي في تقديم التماس إلى بلدية رام الله لإعادة تسمية الشارع الرئيسي الأقرب للمركز باسم خليل السكاكيني. وفي نفس العام بدأ المركز في تحرير ونشر يوميات خليل السكاكيني التي احتفظ بها من 1907 إلى 1952. نُشر المجلد الأول من المجلدات الثمانية في عام 2003. في عام 2003 أيضًا، منح ورثة السكاكيني للمركز مجموعته القيمة من المنشورات والكتب والممتلكات الشخصية. وهي الآن معروضة في بهو المركز.

## مؤلفاته
- فلسطين بعد الحرب الكبرى (القدس سنة 1920)[53]
- مطالعات في اللغة والأدب (القدس سنة 1925)[54]
- أسلوب الجملة للتجربة، مطبعة بيت المقدس، 1933.[55]
- سريّ (القدس سنة 1935)[56]
- حاشية على تقرير لجنة النظر في تيسير قواعد اللغة العربية (القدس سنة 1938)[57]
- لذكراكِ (القدس سنة 1940)[58]
- وعليه قس (القدس سنة 1943)[59]
- ما تيسّر - جزئان (القدس سنة 1943، 1946)[60]
- حروف العربية، مطبعة بيت المقدس، 1946.[61]
- الجديد في القراءة العربية - أربعة أجزاء (القدس بين سنة 1924 وسنة 1933). (انظر مادة الجديد المعدل في القراءة العربية في هذه الموسوعة).[62][63][64]
- الأصول في تعليم اللغة العربية - الدليل الأول والدليل الثاني (القدس سنة 1934,1936)[65][66]
- كذا أنا يا دنيا: يوميات خليل السكاكيني[67]
- يوميات خليل السكاكيني: يوميات، رسائل، تاملات: الكتاب الأول: نيويورك. سلطانة، القدس 1907-1912.[68]
- يوميات خليل السكاكيني: الكتاب الثاني، النهضة الأرثوذكسية، الحرب العظمى، النفي إلى دمشق 1914-1918 / يوميات، رسائل، تأملات، 2004.[69]
- يوميات خليل السكاكيني: يوميات، رسائل وتأملات. كتاب 3. «اختبار» الانتداب وأسئلة الهوية، 1919-1922[70]
- يوميات خليل السكاكيني: يوميات، رسائل وتأملات. الكتاب الرابع، بين الاب والابن، الجزء الثاني، مركز خليل السكاكيني الثقافي ؛ مؤسسة الدراسات المقدسية، 2006.[71]
- يوميات خليل السكاكيني: يوميات، رسائل وتأملات. كتاب 5. بين الأب والابن، رسائل خليل السكاكيني إلى سري في أميركا. ج. 2. 1933-1934[72]
- يوميات خليل السكاكيني: يوميات، رسائل وتأملات. كتاب 6. بين الأب والابن، رسائل خليل السكاكيني إلى سري في أميركا. ج. 3. 1935-1937.[73]
- يوميات خليل السكاكيني: يوميات، رسائل وتأملات. كتاب 7. موت سلطانة، 1939-1941[74]
- يوميات خليل السكاكيني : يوميات، رسائل، تأملات. ج. 8. الخروج من القطمون، 1942-1952[75]

## بيبلوغرافيا
- حداد، يوسف أيوب. خليل السكاكيني: حياته مواقفه وآثاره، الاتحاد العام للكتاب والصحفيين الفلسطينيين، 1980.[76]
- جابر، وليد أحمد. خليل السكاكيني: حياته وآثاره، 1980.[77]
- الحسيني، إسحاق موسى. خليل السكاكيني: الأديب المجدد، مؤسسة دار الطفل، القدس، 1989.[78]
- الناعوري، عيسى. خليل السكاكيني: أديبا ومربيا، دار الكرمل، عمان، الأردن، 1985.[79]
- زلوم، حمودة. خليل السكاكيني : المربي، الأديب، الإنسان، 1972.[80]
- الشنطي، عصام محمد. خليل السكاكينى اللغوى، جامعة الدول العربية، معهد البحوث والدراسات العربية، 1967.[81]
- الأسعد، فوزي حسن. خليل السكاكيني: ١٨٧٨-١٩٤٧م، مكتبة الجمعية العلمية.[82]
- حامد، أحمد حسن. السكاكيني: في النهضة الفكرية المعاصرة، مكتبة خالد بن الوليد، 1997.[83]
- عبد الحسن، نواف. خليل السكاكيني: بين الوفاء والذكرى، مركز أبحاث التراث العربية، القدس، 1991.[84]
- صالح، جهاد. خليل السكاكيني: ١٨٧٨-١٩٥٣، رائد التجديد الفكري والأدبي في فلسطين، الاتحاد العام للكتاب والأدباء الفلسطينيين.[85]

- صبري، بهجت، «خليل السكاكيني مؤرخاً». في نواف عبد حسن (إعداد). «خليل السكاكيني بين الوفاء والذكرى». الطيبة [فلسطين]: مركز إحياء التراث العربي، 1991، ص 94-111.
- العودات، يعقوب. «من أعلام الفكر والأدب في فلسطين». عمان: د. ن، 1976.
- لوباني، حسين علي. «معجم أعلام فلسطين في العلوم والفنون والآداب». بيروت: مكتبة لبنان ناشرون، 2012.
- ديكان-واصف، سارة. «معجم الكتّاب الفلسطينيين». باريس: معهد العالم العربي، 1999.
- شاهين، أحمد عمر. «موسوعة كتّاب فلسطين في القرن العشرين»، الجزء الأول. دمشق: المركز القومي للدراسات والتوثيق، 1992.